# Embrasse-moi comme tu m'aimes
Pour plus de détails, voir Fiche technique et Distribution.
Embrasse-moi comme tu m'aimes est un film dramatique québécois réalisé par André Forcier, sorti en salles en 2016. Le film a été présenté en ouverture de la 40e édition du Festival des films du monde de Montréal (FFM). Il est reparti avec deux récompenses : le Prix du meilleur film canadien et celui de l'innovation.

## Synopsis
Montréal, 1940. Le climat général est à la guerre qui fait rage en Europe. Du haut de ses 22 ans, Pierre pense sérieusement s'engager dans l'armée, ce qui lui permettrait de fuir les avances de Berthe, sa sœur jumelle qui est incapable de marcher. Cette dernière est dotée d'une jalousie maladive et elle rêve d'amour, de chapeaux et de l'Italie. Leur fidèle ami Ollier songe également à partir au front plutôt que de déménager aux États-Unis pour jouer au baseball, alors que son amoureuse Marguerite a soif de voir les femmes s'émanciper et de conduire un Spitfire.

## Fiche technique
- Titre : Embrasse-moi comme tu m'aimes
- Réalisation : André Forcier
- Production : Linda Pinet, Louis Laverdière
- Scénario : André Forcier, Linda Pinet
- Historien conseil : Michel Pratt
- Cinématographie : Daniel Jobin
- Montage : François Gill
- Musique : Martin Léon
- Costumes : Madeleine Tremblay
- Producteur : Louis Laverdière
- Société de production : Les Films du Paria
- Genre : Drame et historique
- Date de sortie :
  -  Canada : 25 août 2016

## Distribution
- Émile Schneider : Pierre Sauvageau
- Juliette Gosselin : Berthe Sauvageau
- Céline Bonnier : Yvonne Sauvageau
- Luca Asselin : Ollier Allard
- Mylène Mackay : Marguerite St-Germain
- Réal Bossé : Elphège Allard
- Tony Nardi : Élio
- Catherine De Léan : Mignonne
- Patrick Drolet : Phillipe Dupré
- Antoine Bertrand : Réal St-Germain
- Roy Dupuis : Narcisse St-Germain
- Christine Beaulieu : La mère
- Anick Lemay : Madame Rivest
- Stéphane Crête : Monsieur Rivest
- Pier-Luc Funk : Donat